# Tropidophorus sinicus
Tropidophorus sinicus är en ödleart som beskrevs av  Oskar Boettger 1886. Tropidophorus sinicus ingår i släktet Tropidophorus och familjen skinkar. Inga underarter finns listade i Catalogue of Life.